# Alfonso Cerón
Alfonso Cerón est un joueur d'échecs espagnol du XVIe siècle né à Grenade. Considéré comme un des meilleurs joueurs espagnols avec Ruy Lopez, il fut invité à la cour du roi Philippe II à Madrid pour affronter en match les Italiens Leonardo da Cutri et Paolo Boï lors du Tournoi de Madrid de 1575.